# U-Bahn-Station Alterlaa
Alterlaa is een metrostation in het district Liesing van de Oostenrijkse hoofdstad Wenen. Het station werd geopend op 24 september 1979 en wordt bediend door lijn U6

## Geschiedenis
Op 26 januari 1968 werd besloten om een metronet aan te leggen de nadere uitwerking van het metronet, de netzvariante M uit 1970 kende ten zuiden van Meidling een vertakking van de U6. Aan de westtak (U6B), die de toen nieuwe woonwijken in het zuidwesten op de metro moest aansluiten, was onder andere een station opgenomen bij de kruising met de A. Baumgartnerstraße.

## Sneltram
De bouw van de metro begon in 1969 met de aanleg van de nieuwe U1, de ombouw van trajecten van de Stadtbahn en van een tramtunnel in het centrum. Voor de woonwijken in het zuidwesten werd een sneltram op vrije baan aangelegd die ten zuiden van de Philadelphiabrücke het voor de U6B gereserveerde tracé gebruikte. De vrije baan lag voor het grootste deel op maaiveldniveau, maar bij de A. Baumgartnerstraße werd een viaductstation gebouwd in aansluiting op het viaduct over de Südosttangente ten noorden van het station. De perrons hebben elk een eigen viaduct met een spoor. Het station werd op 24 september 1979 geopend onder de naam Alterlaa en ligt naast het hoogbouwcomplex Wohnpark Alterlaa dat tussen 1973 en 1985 aan de westkant van het spoor verrees. De sneltramlijn 64 reed aanvankelijk tussen Westbahnhof en de Rößlergasse, de eindlus iets ten zuiden van station Alterlaa, vanaf 27 september 1980 werd doorgereden tot Siebenhirten.

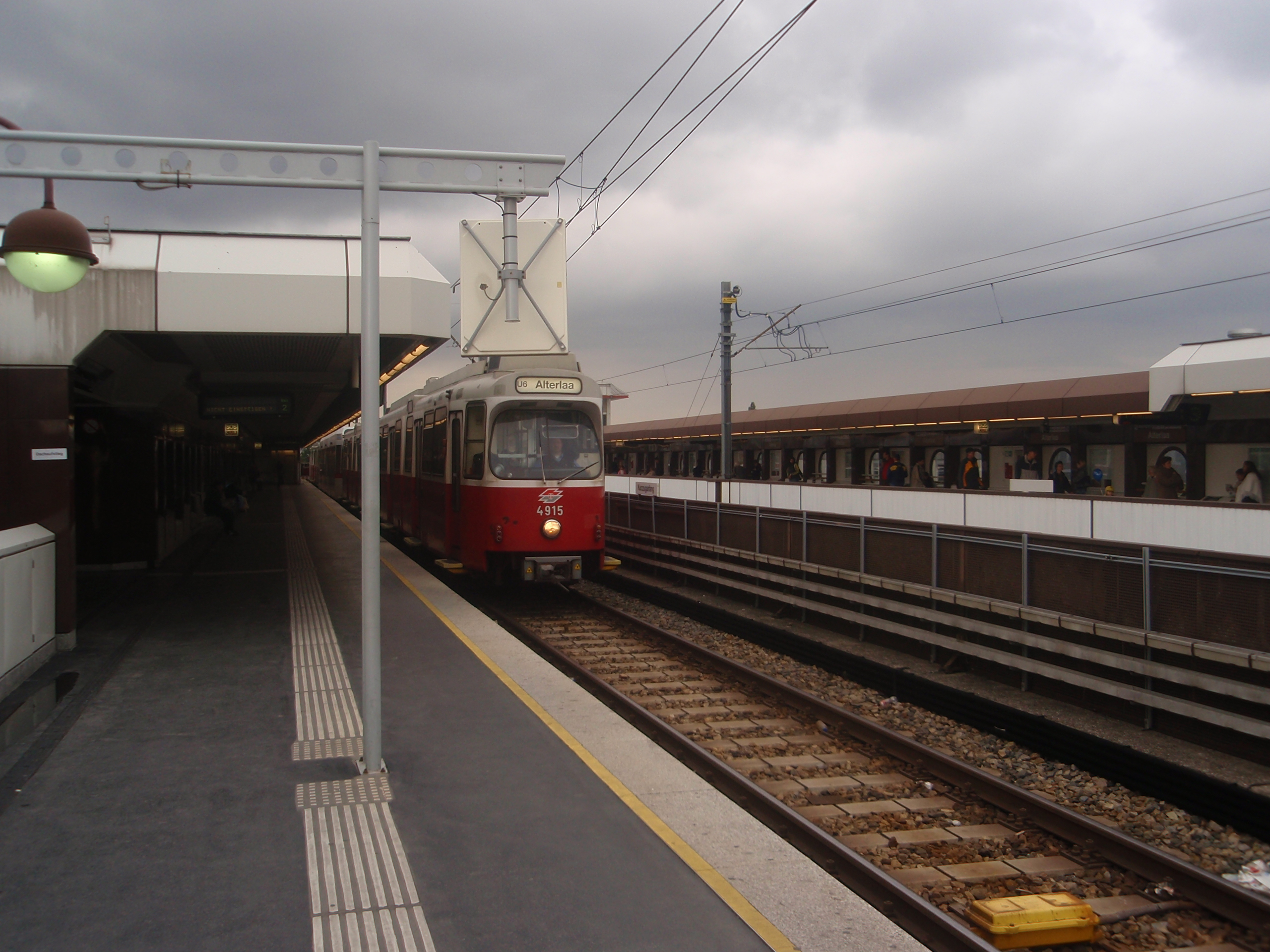
Een sneltram in het station.
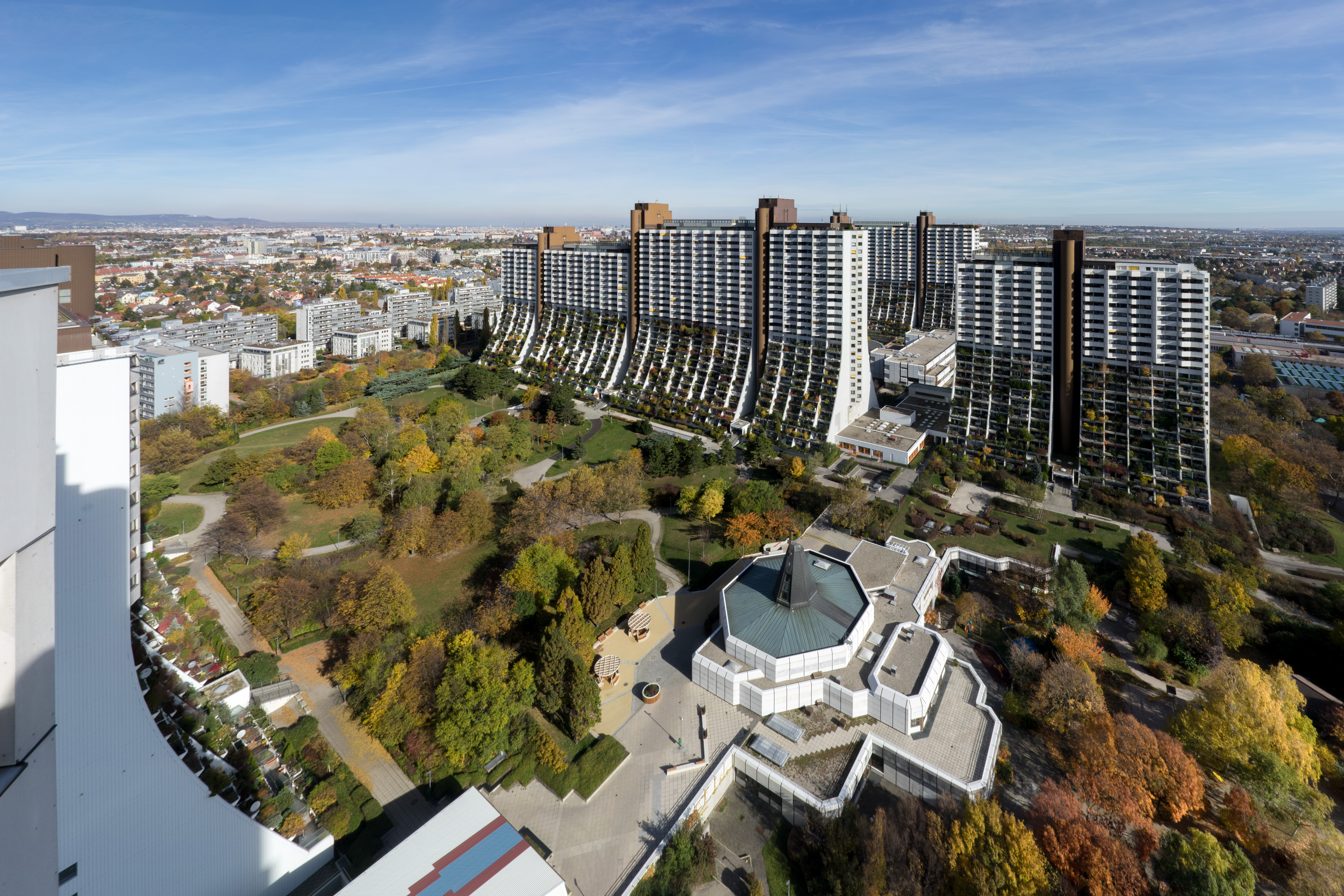
Wohnpark Alterlaa.

## Metro
De ombouw van de sneltramlijn tot metro betekende voor Alterlaa geen grote veranderingen omdat het, in tegenstelling tot de andere haltes van sneltram 64, al op een viaduct gebouwd was en daarom geen gelijkvloerse kruisingen kende. Het is dan ook goeddeels behouden in de stijl van de jaren 70 van de 20e eeuw. Vlak ten zuiden van het station ligt bij de Rößlergasse een depot met werkplaats voor de U6.

## Reizigersverkeer
De metrodiensten eindigden tijdens de spits, vanwege het lage reizigersaanbod ten zuiden van het station, tot half mei 2020 om en om in Alterlaa. Sinds 11 mei 2020 rijden alle metro's overdag door tot Siebenhirten, in het weekeinde en op feestdagen rijdt de metro doorlopend. Naast de metro wordt het station aangedaan door de buslijnen 60A, 64A, 66A, 67B en op werkdagen ook door lijn 64B 's nachts van maandag t/m vrijdag stopt de nachtbus N64 bij het station waar op afroep per telefoon kan worden overgestapt op de buurtbus naar Siebenhirten, nachtbus N 66 rijdt dagelijks. Voor overstappers tussen auto en OV is een parkeer en reisterrein beschikbaar.

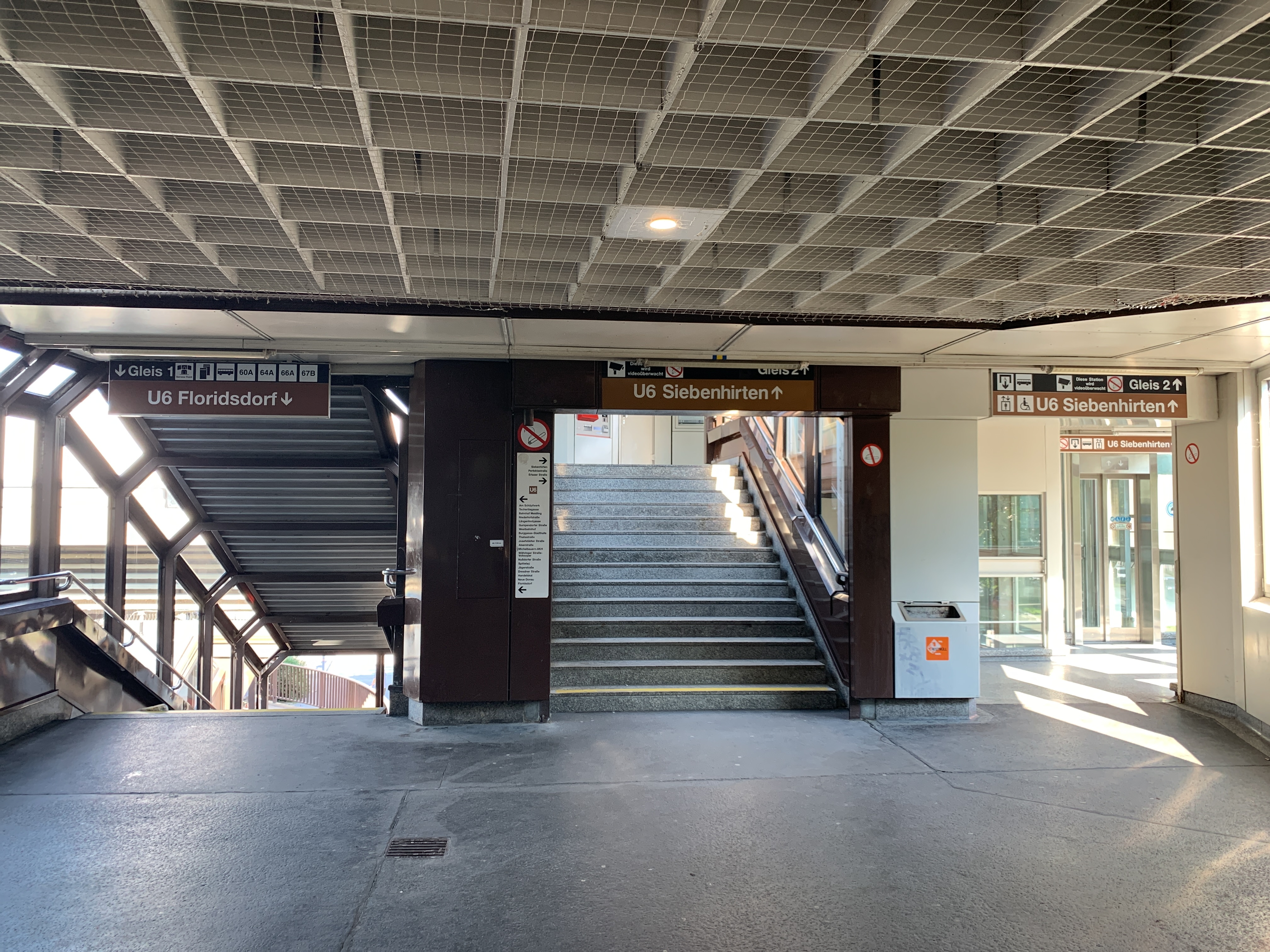
Interieur van het westelijke trappenhuis.
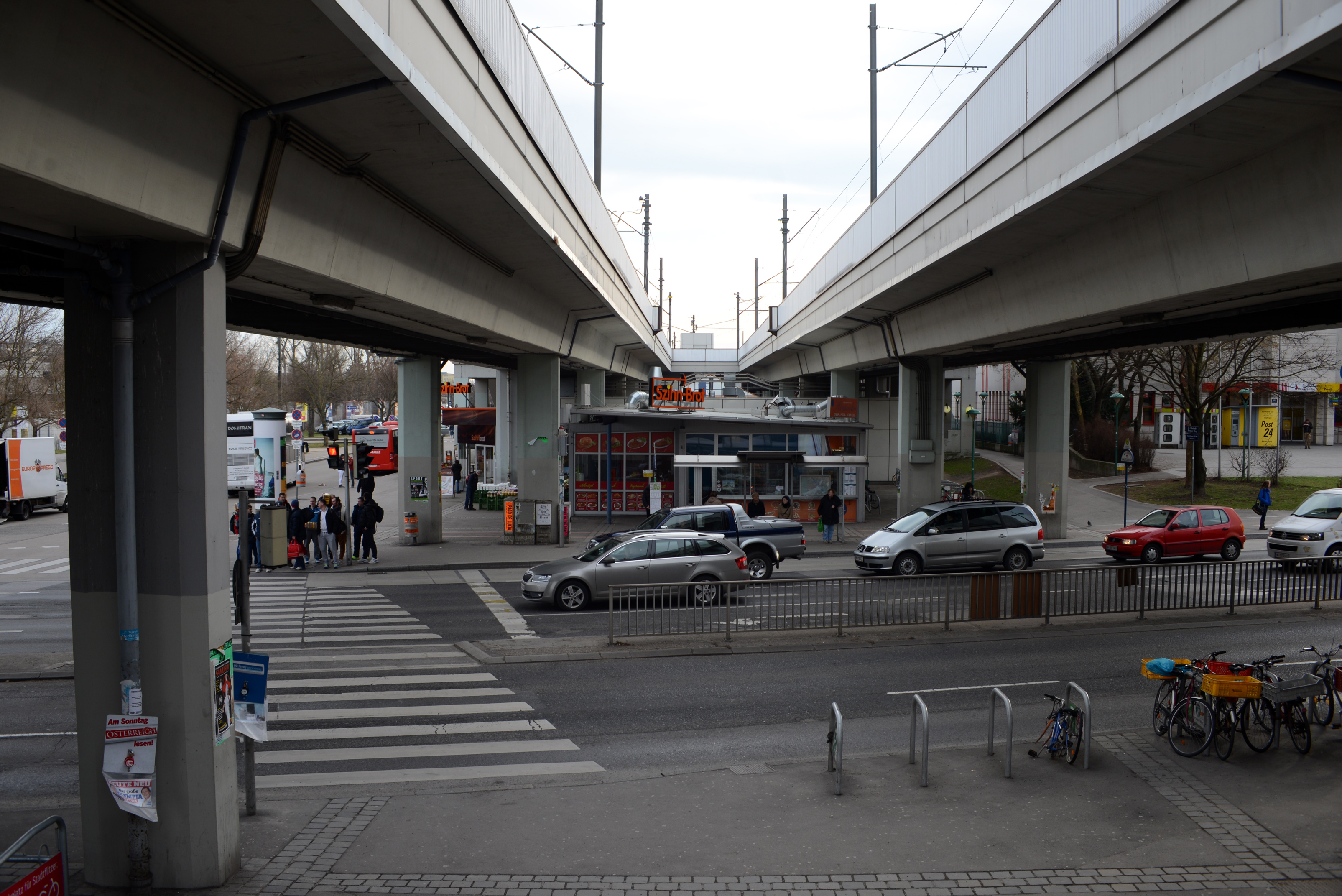
Tussen de sporen boven de A. Baumgartnerstraße.
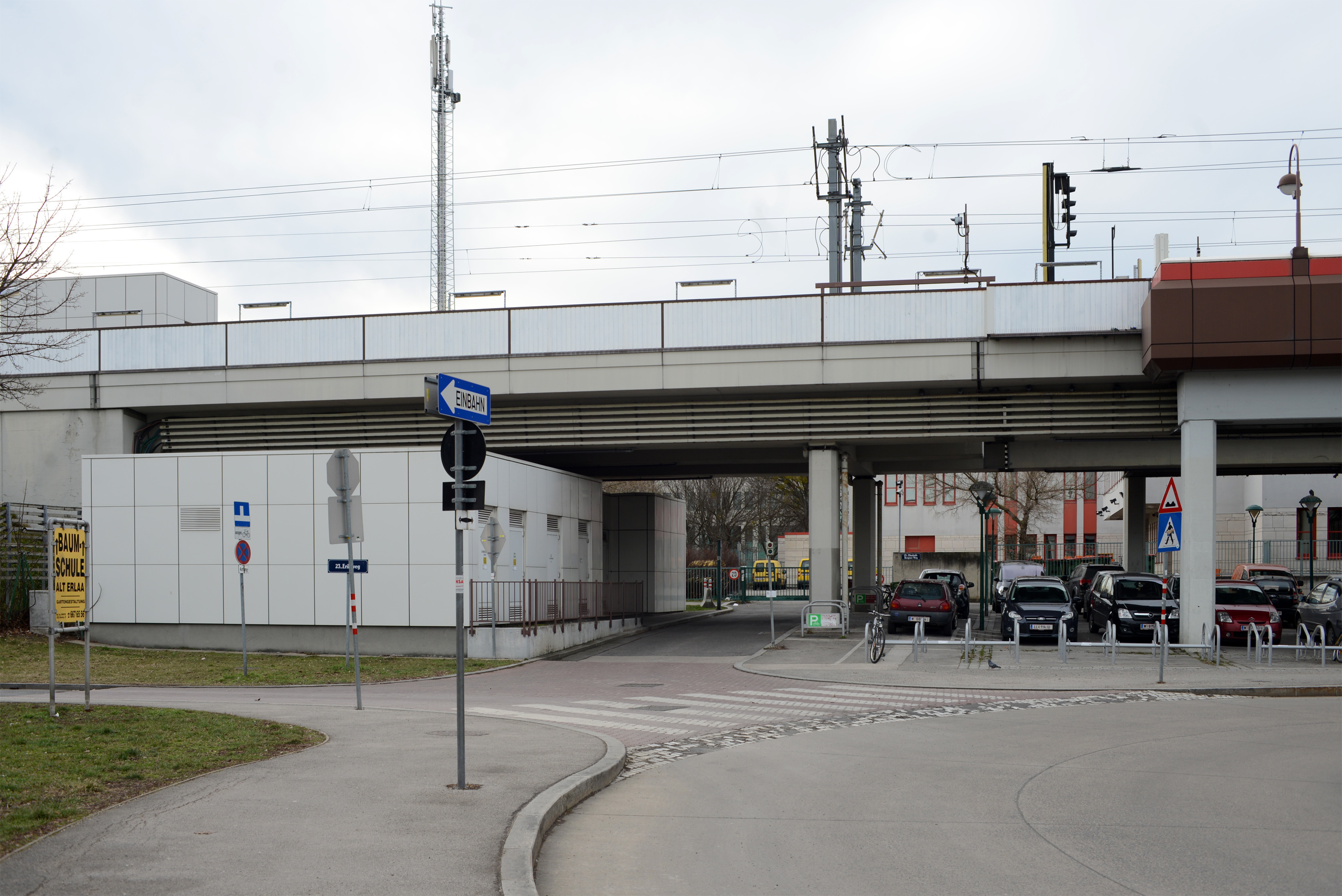
Bruggehoofd aan de zuidkant.